# Chant sous une forteresse
Chant sous une forteresse est un roman de l'écrivain sud-coréen Yi Mun-yol publié en 1978.

## Résumé
Toute l'histoire se situe dans l'armée de terre, lors d'un exercice militaire de grande envergure qui a lieu en plein hiver, près de la DMZ. Le lieutenant Yi Sangbom, officier dans le service de transmission de l’artillerie, prépare son bataillon à la guerre qui vient de se déclarer. Pour cela, il bénéficie de l’aide précieuse du caporal Kang, doté d'une force de caractère aussi grande que sa compétence. Ce dernier a quitté l'école des officiers à la fin de la deuxième année, d'où son grade de sous-officier. 
C’est le jour J de l’opération Dragon bleu 25. Le sergent-chef Mun, alcoolique et brisé par son amour de jeunesse, est sous ses ordres. Le soldat Kim, quant à lui, entend à la radio la voix de soldats morts sur cette terre. Les manœuvres s’effectuent sous l’œil des contrôleurs. Le premier soir, un ragoût, préparé grâce à la prévoyance de Kang est le bienvenu. Le deuxième jour, une altercation entre le lieutenant Yi et le sous-officier Shim qui maltraite les soldats vient achever les manœuvres. Puis, c’est le vol de matériel militaire par des civils qui vient agacer encore le lieutenant Yi.
À la fin des manœuvres, on apprend que le soldat Chon Chaeryong, déserteur, semble être un espion de Corée du Nord ayant tenté de franchir la frontière. Trois jours plus tard, Mun se suicide. Plus tard, une enquête semble prouver qu’il était l’auteur du meurtre d’une prostituée, en fait son amour de jeunesse. Quant au soldat Kim, on le retrouve pendu.